# 羽林軍三十二
羽林軍三十二，又名寶瓶座100，BD-22 6141，HD 221357、SAO 191970、HR 8932，是寶瓶座的一颗恒星，视星等为6.29，位于銀經46.21，銀緯-70.96，其B1900.0坐标为赤經23h 26m 27.5s，赤緯-21° -70.96′ 17″。